# Glypta munda
Glypta munda là một loài tò vò trong họ Ichneumonidae.